# 主食=GOHANの唄
「主食=GOHANの唄」（しゅしょくはゴハンのうた）は、THE ポッシボーの3枚目のシングル。2007年2月18日にGOOD FACTORY RECORDSから発売された。

## 解説
- カップリング曲「そよ風のくちづけ」は、キャンディーズのカバー。
- 2007年2月25日にシングルVが発売された。

## 収録曲
1. 主食=GOHANの唄
作詞・作曲：つんく、編曲：高橋諭一
2. そよ風のくちづけ
作詞：山上路夫、作曲：森田公一、編曲：高橋諭一
3. 主食=GOHANの唄（Instrumental）
4. そよ風のくちづけ（Instrumental）

## シングルV
2007年2月25日に発売された、上記作品のシングルDVD。

### 収録曲
1. 主食=GOHANの唄（Music Video）
2. そよ風のくちづけ（Photo&Music Show）
3. 主食=GOHANの唄（メイキング映像）
4. 主食=GOHANの唄（特典映像/歌詞あり）

## タイアップ
- 千葉テレビ系列「ごはんミュージアム」エンディングテーマ